# 布氏長鰭天竺鯛
布氏长鳍天竺鲷，又稱龔氏長鰭天竺鯛，为輻鰭魚綱鈎頭魚目天竺鲷科的其中一種。

## 分布
本魚分布印度西太平洋區，包括肯亞、莫三比克、南非、阿曼、伊朗、印度、斯里蘭卡、泰國、臺灣、新加坡、印尼、澳洲等海域。

## 深度
水深1至30公尺。

## 特徵
本魚體呈圓形側扁，眼大，前鰓蓋脊平滑，邊緣呈鋸齒狀，側線完全，延長到尾鰭，具鋤骨齒，體呈白色略透明，吻部淡黃色，腹部銀白色，尾柄處有一黑色斑點，尾鰭凹入，臀鰭延長，背鰭硬棘7枚；背鰭軟條9枚；臀鰭硬棘2枚；臀鰭軟條15至17枚，體長可達10公分。

## 生態
本魚棲息於具泥底質河口區或紅樹林區，屬肉食性，以多毛類、甲殼類等為食。雄魚與雌魚交配後，雄魚會將卵含在口中保護，孵化之。

## 經濟利用
無任何經濟價值。

## 扩展阅读
維基物種上的相關：布氏长鳍天竺鲷